# Kongens Have, Odense

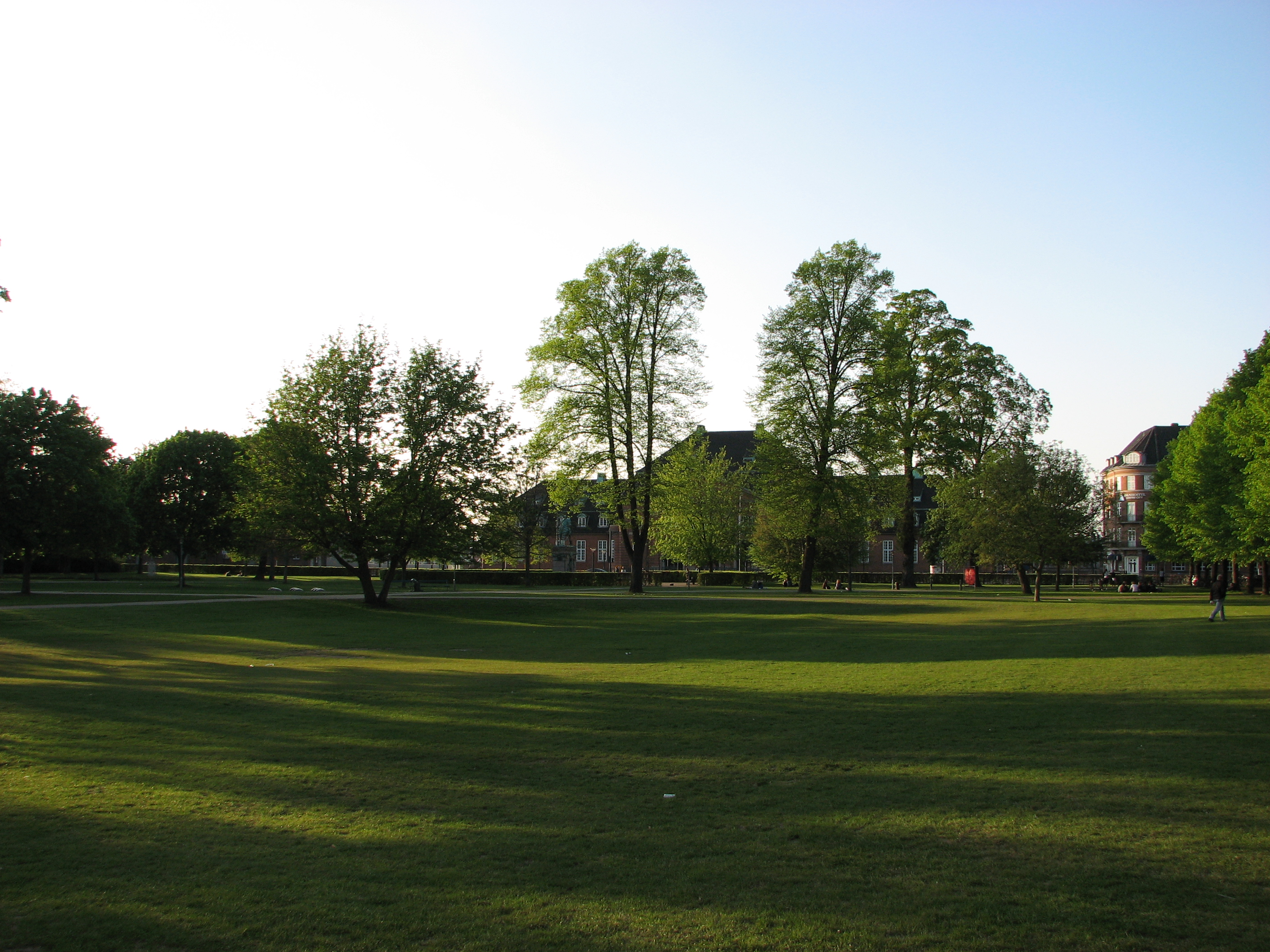
Kongens Have i riktning mot norr och den gamla bangårdsbyggnaden.

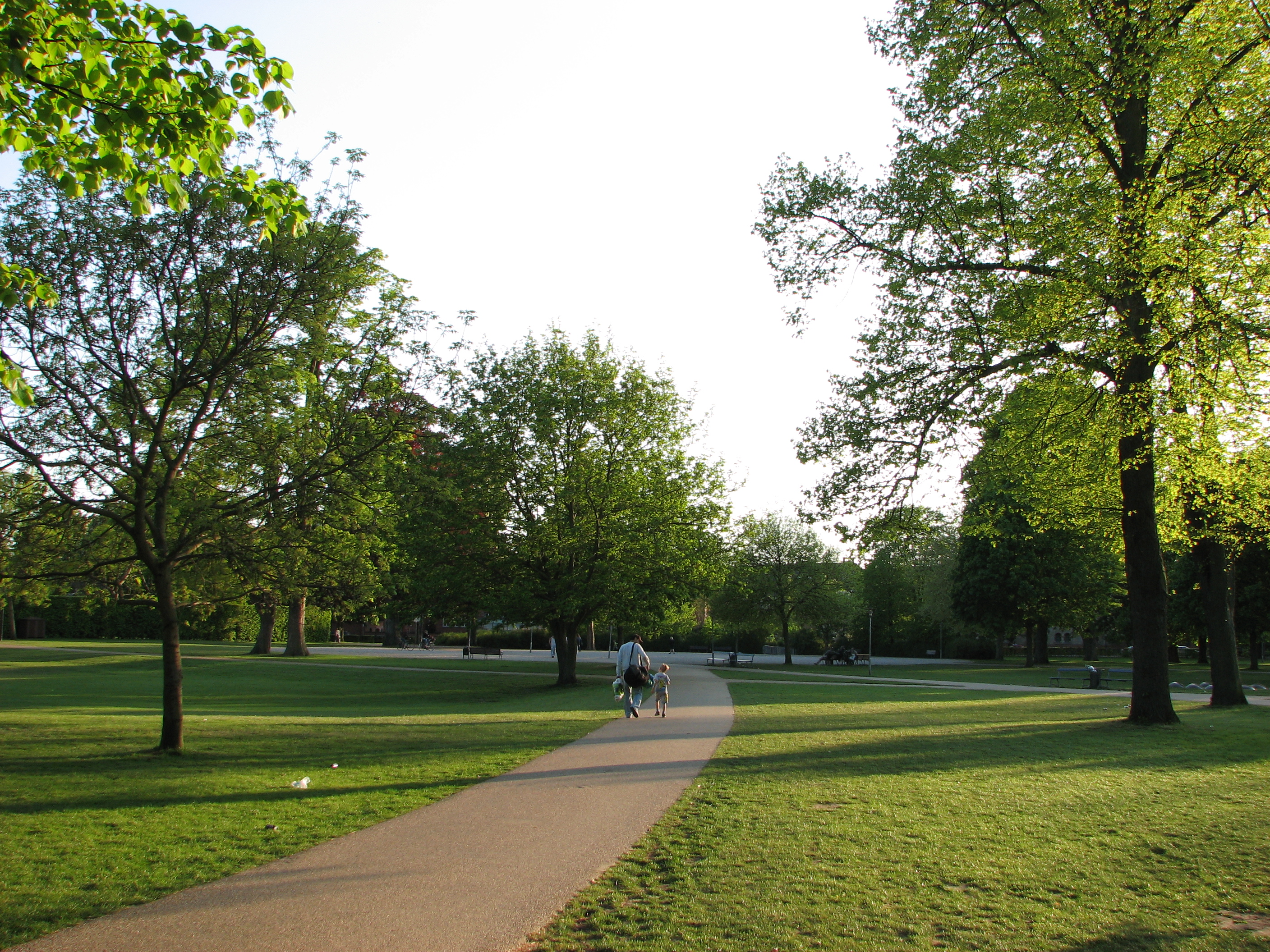
Kongens Have i riktning mot söder och centrum

Kongens Have är en park i centrala Odense, belägen mitt emot Odense station. Parken avgränsas av Jernbanegade mot väster och Østre Stationsvej mot norr. Arealen är omkring 20 000 m².
Den ursprungliga barockträdgården, i vilken Odense slott ligger, blev anlagd omkring 1720 efter fransk förebild. Trädgården blev anlagd med ett centrum och symmetriska likadana gångar. Omkring hundra år senare blev den omlagd i engelsk romantisk trädgårdsstil. Gångarna blev nu bågformade. 
Parken köptes av Odense kommun 1907, då den gjordes tillgänglig för offentligheten. Fram till dess var den inhägnad. Den avlägsnades 1909, då man samtidigt satte upp elektrisk belysning i parken. Parkens sydvästliga hörn blev avhugget 1914 vid uppförandet av Odense Teater. Ännu en omläggning ägde rum 1920, då man bland annat tog bort en bassäng framför slottet. 1980 anlades en perennodling väster om slottets huvudbyggnad, och 2005 blev hela trädgården skyddad. För att göra parken tryggare att vandra i efter mörkrets inbrott blev flera häckar borttagna 2006.
Trädgården rymmer en del fredade träd, som är över 100 år gamla, bland annat rödbok, tulpanträd och magnolia. Parken hyser två statyer. Framför slottet har sedan 1987 stått en staty av Fredrik VII, som tidigare stod på Flakhaven. Vid ingången från Østre Stationsvej och den gamla bangården har sedan 1912 stått en ryttarstaty av Kristian IX. Båda statyerna restes med medel från Odenses befolkning. 
Under julmånaden tänder stadens scouter 500 levande ljus i parken. 2006 genomfördes en arkitekttävling om en omläggning av Kongens Have. Omläggningen, som väntas kosta omkring 15 miljoner danska kronor, sker i etapper. Den första inleddes i april 2009.

## Externa hänvisningar
- Historien bakom Kongens Have (på danska)
- Renoveringen av parken[död länk] (på danska)
- En landskabsarkitektonisk analys av Kongens Have[död länk] (på danska)